# Csikós Lajos
Csikós Lajos (1967. május 26. –) labdarúgó, hátvéd.

## Pályafutása
1985 és 1994 között a Rába ETO labdarúgója volt. Az élvonalban 1986. április 12-én mutatkozott be a Siófok ellen, ahol csapata 3–1-es győzelmet aratott. Tagja volt az 1985–86-os bajnoki bronzérmes csapatnak. 1994–95-ben a Kispest-Honvéd labdarúgója volt. Az élvonalban összesen 156 mérkőzésen szerepelt és négy gólt szerzett.

## Sikerei, díjai
- Magyar bajnokság
  - 3.: 1985–86